# Boloria isisoides
Boloria isisoides är en fjärilsart som beskrevs av Heydemann 1920. Boloria isisoides ingår i släktet Boloria och familjen praktfjärilar. Inga underarter finns listade i Catalogue of Life.